# Die Blattlaus
Die Blattlaus ist ein deutscher Fernsehfilm der Regisseurin Claudia Prietzel, der im Jahr 1991 als Fernsehspiel gesendet wurde.

## Handlung
Es ist Sonntagnachmittag in einer Dortmunder Arbeitersiedlung. Die ersten Szenen des Films zeigen den 46-jährigen Bauarbeiter Walter Zielinski, der auf seinem Moped mit einer Schüssel Schlagsahne in der linken Hand auf dem Heimweg ist. Er wohnt noch immer bei seinen Eltern, während seine Geschwister längst eigene Familien gegründet haben. Zuhause trifft er auf seine zehnjährige Nichte Marina, die in den Sommerferien für vier Wochen zu Besuch ist.
Als er hinter dem Haus vom Moped absteigt, sieht er im Garten eine abgeknickte Blume. Er pflückt die Blüte und entdeckt dabei einen Blattlausbefall. Hastig zerreibt er einige der Blattläuse zwischen seinen Fingern.
Im Elternhaus findet ein großes Familientreffen bei Kaffee und Kuchen statt, für das die mitgebrachte Schlagsahne benötigt wurde. Man merkt, dass Walter in der Familie ein Außenseiter ist. Er wird nicht ernst genommen und herumkommandiert. Nur mit seiner Nichte versteht er sich gut. Als der Besuch wieder fort ist, sitzen beide am Abend vor dem Haus und betrachten den Sternenhimmel. In seinem Zimmer schreibt er später einen Zettel an den Vater, dass er zum Monatsende seine Arbeit verliere, zerknüllt den Zettel jedoch anschließend.
Am nächsten Morgen beobachtet seine Nichte, wie er sich seinen Morgenkaffee macht und dabei Beruhigungstabletten einnimmt. Als sie ans Fenster klopft, stößt er vor Schreck die Kaffeekanne vom Tisch. Vom Lärm geweckt, eilt sein Vater herbei und sieht ihn vorwurfsvoll an, woraufhin Walter ihm wortlos einen Geldschein für den angerichteten Schaden überreicht.
Am Vormittag sieht man, wie Walter auf der Baustelle sehr akkurat eine Wand mauert. Sein niedriges Arbeitstempo stellt allerdings auch den Grund für seine Entlassung dar. Seinem Polier gesteht er im Pausengespräch, dass er seinem Vater die Kündigung noch immer nicht mitgeteilt hat.
Nach der Arbeit fährt Walter mit seiner hungrigen Nichte zu einer nahe gelegenen Imbissbude, die aber inzwischen nicht mehr betrieben wird. So fahren sie weiter zum Imbissstand seines ehemaligen Schulfreundes Bruno. Gesprächsweise erfährt man dort etwas über die Familienverhältnisse Walters. Er hat vier Schwestern. Marina ist die Tochter seiner Schwester Inge, in die Bruno einst verliebt war.
An seinem letzten Arbeitstag bekommt Walter auf der Baustelle Besuch von seiner Nichte. Die Verletzung der Sicherheitsvorschriften führt dazu, dass er sofort entlassen wird. Zu Hause versucht er mit dem Vorlesen von Zeitungsartikeln über Massenentlassungen, seinen Vater auf die Mitteilung seiner Entlassung vorzubereiten, der aber nichts davon wissen will. So entschließt sich Walter, am nächsten Morgen, so wie jeden Tag, wieder zur Arbeit auf der Baustelle zu erscheinen. Er bietet an, gratis zu arbeiten. Das lässt man sich dort jedoch nur wenige Tage gefallen, denn sein Lohndumping verärgert die ehemaligen Kollegen, und versichert ist er auch nicht mehr.
Zu Hause ärgert sich sein Vater, dass dieser die Hecke noch immer nicht geschnitten hat, und wirft Walters Tabletten in den Müll. Marina findet sie in der Tonne und versteckt sie im Hasenstall.
Die Situation an der Baustelle spitzt sich zu, sodass Walter nunmehr mit Polizeigewalt von der Baustelle geführt und nach Hause gebracht wird. Dort prügelt sein Vater auf ihn ein, sodass Walter sich entschließt, im Gartenschuppen zu übernachten. Als er in der Nacht verzweifelt seine Tabletten sucht, bringt ihm Marina, die wach geworden war, die Tabletten aus dem Hasenstall.
Der Vater begibt sich am nächsten Tag auf die Suche nach einem neuen Arbeitsplatz für Walter. Er redet erfolglos mit seinem ehemaligen Polier, lässt Walter auf diverse Zeitungsinserate hin anrufen und gibt auch selbst ein Inserat auf; jedoch ohne Erfolg. Nach einem gescheiterten „Fluchtversuch“ nimmt Walter eine Überdosis seiner Tabletten ein. Marina findet ihn jedoch im Gartenschuppen und rettet ihm so das Leben.
Während Walter sich in seinem Zimmer einigelt, wird Marina von ihrem Großvater dabei ertappt, wie sie einen toten Hasen im Garten begraben will, der von den Tabletten gefressen hatte. Marina flieht von zuhause und wird nun von allen verzweifelt gesucht. Walter hat eine Eingebung und findet Marina in der aufgegebenen Imbissbude. Im Gespräch mit ihr fasst er den Entschluss, die Imbissbude wieder herzurichten und zukünftig Würstchen zu verkaufen. Als er am Abend mit Marina im Elternhaus erscheint, ist er der Held des Tages.
Walter versucht, seine Idee in die Tat umzusetzen. Er verhandelt, allerdings erfolglos, mit dem ehemaligen Besitzer der Bude über den Kauf derselben. Sein Vater hat ohnehin andere Pläne und „kauft“ ihm von seinen Ersparnissen einen Arbeitsplatz in einem Eisenwarengeschäft, wo er Schrauben zählen und verpacken soll. Nebenher verfolgt Walter jedoch weiterhin seine Geschäftsidee. Zusammen mit Marina erkundet er den Umsatz an der Würstchenbude seines Freundes Bruno und zählt die Passanten, die an der aufgegebenen Bude im Laufe eines Tages vorbeikommen. Es sind eindeutig zu wenig. Ein dort vorbeiradelnder mobiler Eisverkäufer bringt ihn auf die Idee, selbst auch mobil zu werden und seine Kunden mit einem Verkaufswagen aktiv aufzusuchen.
In mühevoller nächtlicher Arbeit baut er sich einen rollenden Imbissstand als Anhänger für sein Moped. Bei einem Streit mit seinem neuen Chef findet er heraus, dass ihm sein Vater den Arbeitsplatz gekauft hat, und kündigt fristlos. Als ihn sein Vater deswegen erneut verprügeln möchte, wehrt er sich erstmals, woraufhin sein Vater verdutzt von ihm ablässt. Er erkennt, dass sein Sohn inzwischen auf dem Weg ist, das zu werden, was er immer gefordert hat: ein „echter Zielinski“.
Am Schluss des Films sieht man, wie Walter mit seiner mobilen Bude die ehemalige Baustelle versorgt: Würstchen im Abonnement – seine Geschäftsidee. Seine Kollegen sind sehr angetan und wollen ihn mit Rezepten für Kartoffelsalat und Nachspeisen versorgen. Am Abend startet er zur Feier seines Neubeginns eine Silvesterrakete vor den Toren der Stadt.

## Drehort
Die Dreharbeiten fanden in der Müsersiedlung, einer Zechenkolonie in Dortmund, statt.

## Rezeption
Der Film wurde im Jahr 2013 von der Westdeutschen Allgemeinen Zeitung in die Liste sehenswerter Ruhrgebietsfilme aufgenommen, in der insgesamt 40 Filme gelistet sind.